# Молекулярна хмара

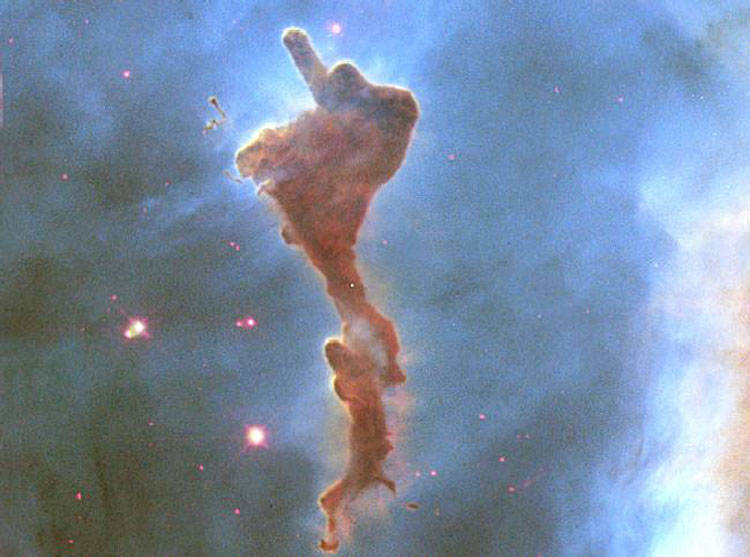
Хмара, що відокремилася від туманності Кіля. Поблизу видно нещодавно сформовані зорі, їх зображення має червоний колір, оскільки синє світло розсіюється пилом. Протягом декількох мільйонів років світло від яскравих зір зруйнує цю молекулярну хмару. Це зображення охоплює приблизно два світлових роки й було зроблене орбітальним космічним телескопом «Габбл» 1999 року.

Молекулярна хмара — порівняно густі холодні конденсації міжзоряного газу, в яких водень перебуває переважно в молекулярному стані (H2).
Молекулярний водень важко зареєструвати за допомогою інфрачервоних або радіоспостережень, тому наявність молекул H2 визначають за випромінюванням молекул монооксиду вуглецю (CO). Співвідношення між світністю CO й масою H2 вважають постійним, хоча є підстави сумніватися в істинності такого твердження щодо деяких галактик. Зовні молекулярні хмари оточено оболонками з атомарного Гідрогену.
Молекулярні хмари привертають увагу тому, що вони є осередками зореутворення.

## Спостереження

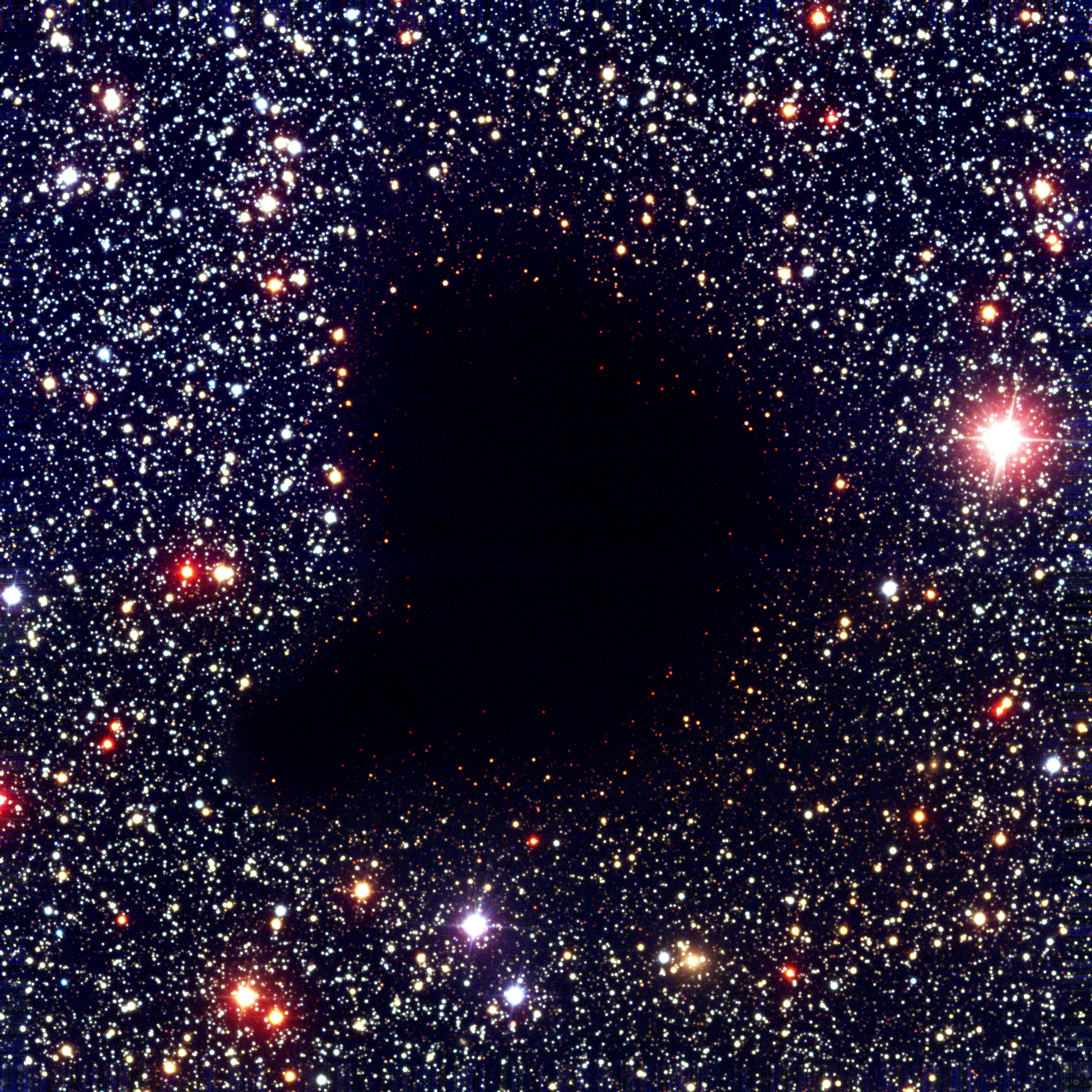
Молекулярна хмара Barnard 68 за 500 св. років від Сонця з діаметром 0,5 св. років.

У межах нашої галактики обсяг молекулярного газу становить менше одного відсотка обсягу міжзоряного середовища. Водночас це найщільніша його складова, яка містить приблизно половину всієї газової (незоряної) маси в межах галактичної орбіти Сонця. Велика частина молекулярного газу міститься в молекулярному кільці між 3,5 і 7,5 кілопарсек від центру галактики (Сонце розташоване за 8,5 кілопарсек від центру). Великомасштабні карти розподілу чадного газу в нашій галактиці показують, що положення цього газу корелює з її спіральним рукавами. Те, що молекулярний газ перебуває переважно в спіральних рукавах означає, що молекулярні хмари мають утворюватися та розсіюватися за час, менший 10 мільйонів років — приблизно стільки триває проходження речовини через галактичний рукав.
Якщо брати вертикальний перетин галактики, молекулярний газ займає вузьку середню площину галактичного диска з характерною шкалою висот, Z, приблизно 50 — 75 парсеків, що значно тонше, ніж тепла атомна (Z=130 — 400 пк) та тепла іонізована (Z=1000 пк) газові компоненти міжзоряного середовища. Зони H II є винятками з розподілу іонізованого газу, оскільки вони являють собою своєрідні «бульбашки» в молекулярних хмарах, їх вертикальний розподіл приблизно такий же, як і молекулярного газу.
Такий розподіл молекулярного газу є усередненим на великих відстанях, проте дрібномасштабний розподіл газу дуже нерегулярний. Здебільшого газ сконцентровано в дискретних хмарах та комплексах хмар.
Маса хмар лежить у широкому діапазоні - від 10 до 107 M☉. Розподіл молекулярних хмар за масою описують співвідношенням:
{\displaystyle N(M)dM\propto M^{-1.5}dM}, де:
- M - маса молекулярної хмари;
- N(M)dM - кількість молекулярних хмар із масою від M до M+dM.

Хоча за кількістю переважають хмари малої маси, але основна маса газу зосереджена в хмарах великих мас. Їх поділяють на такі групи:
- Велетенські молекулярні хмари;
- Молекулярні хмари меншої маси, які зазвичай називають «темними пиловим хмарами».

## Типи молекулярних хмар

### Велетенські молекулярні хмари

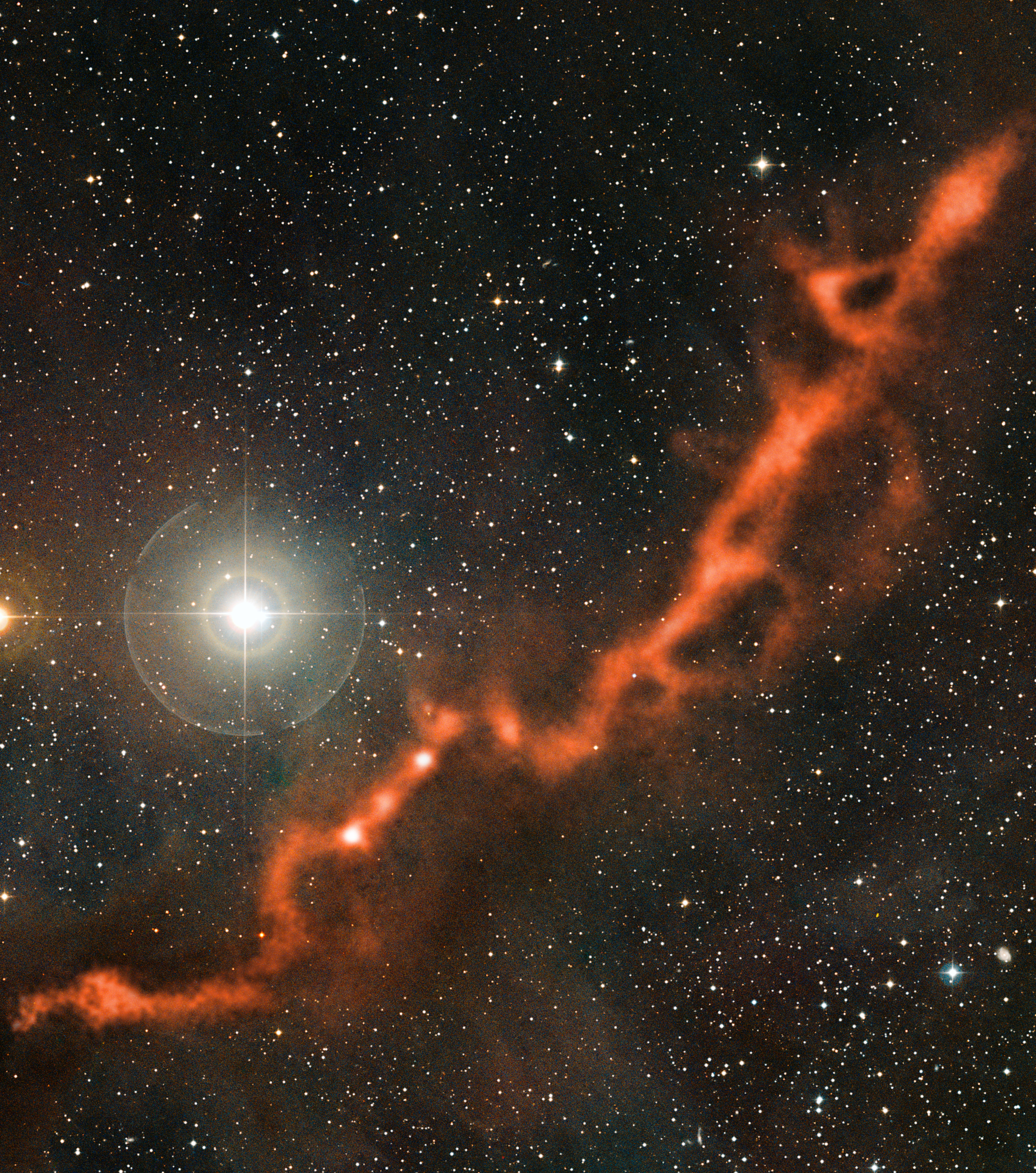
Частина Хмари Тельця.

Великі області молекулярного газу з масами 104 — 106 сонячних мас називають велетенськими молекулярними хмарами. Такі хмари можуть сягати десятків парсеків у діаметрі й мати середню густину 10² — 10³ частинок у кубічному сантиметрі (середня густина поблизу Сонця — одна частинка в кубічному сантиметрі). Вони мають досить складну ієрархічну структуру, яка складається зі складних переплетінь ниток, листів, бульбашок та нерегулярних брил.
Найщільніші сегменти ниток і брил називають «молекулярними ядрами», а молекулярні ядра з максимальною густиною (понад 104 — 106 частинок у кубічному сантиметрі), відповідно, «щільними молекулярними ядрами». Під час спостережень молекулярні ядра пов'язують із чадним газом, а щільні ядра — з аміаком. Концентрація пилу в межах молекулярних ядер зазвичай достатня, щоб поглинати світло від далеких зір і, таким чином, вони виглядають як темні туманності.
Наймасивніше скупчення молекулярних хмар у галактиці - комплекс Стрілець B2, який утворює кільце навколо галактичного центру радіусом 120 парсеків. Область сузір'я Стрільця багата хімічними елементами та часто використовується як зразок астрономами, що шукають нові молекули в міжзоряному просторі.

### Темні молекулярні хмари
Своїй назві вони завдячують вигляду в оптичному діапазоні. Такі хмари знайдено на невеликих відстанях від Сонця. Вони можуть закривати значну частину сузір'я, тому їх називають посилаючись на відповідне сузір'я, наприклад, Хмара Оріона або Хмара Тельця. Місцеві хмари утворюють кільце навколо Сонця, яке називають поясом Гулда. 
Ізольовані темні хмари виділяють в окремий клас об'єктів, які називають глобулами. Найщільніші сегменти невеликих молекулярних хмар подібні до молекулярних ядер у велетенських молекулярних хмарах і, здебільшого, їх саме так і розглядають.

### Високоширотні дифузні молекулярні хмари
1984 року IRAS ідентифікував новий тип дифузних молекулярних хмар. Це дифузні волокнисті хмари, видимі на високій галактичній широті (вони начебто визирають з-за площини галактичного диска). Типова густина таких хмар становить 30 частинок на кубічний сантиметр.